# Viera Králiková
Viera Králiková (* 2. Oktober 1985 in Selec) ist eine slowakische Fußballspielerin.

## Karriere

### Verein
Králiková startete ihre Karriere mit dem TJ Družstevník Selec. Anschließend wechselte sie im Sommer 2000 von Selec zum ŠKF Žilina, wo sie im Frühjahr 2001 ihr Seniordebüt feierte. Králiková wurde zur Leistungsträgerin und spielte ihr internationales Debüt im September 2001 gegen den griechischen Verein Kavala 86 im UEFA Women’s Cup. Es folgten dreizehn Jahre in der ersten Mannschaft des ŠKF Žilina, bevor sie am 4. Januar 2014 gemeinsam mit ihren Landsfrauen Katarína Dugovičová, Renáta Filová und Lenka Gazdíková beim SKV Altenmarkt in Österreich unterschrieb.

### Nationalmannschaft
Králiková ist seit 2006 A-Nationalspielerin der slowakischen Fußballnationalmannschaft der Frauen.